# I natt jag drömde
I natt jag drömde är en amerikansk fredssång från 1950 skriven av Ed McCurdy, i original Last Night I Had the Strangest Dream. Sången fick svensk text av Cornelis Vreeswijk 1964. 

## Inspelningar
Den första inspelningen gjordes med Fred Åkerström, Cornelis Vreeswijk och Ann-Louise Hanson på livealbumet Visor och oförskämdheter (4 december 1964), som under den alternativa titeln "I natt jag drömde något som" låg på åttonde respektive nionde plats under ett två veckor långt besök på Svensktoppen 4–10 april 1965. Störst framgång med sången hade dock Hep Stars som låg på Svensktoppen i 17 veckor med den under perioden 7 januari–29 april 1967, varav flera veckor som etta. Sedan Hep Stars har många svenska artister spelat in versioner med Vreeswijks svenska text. Låten finns idag som en del av den svenska visskatten och återfinns i många allsångshäften. Cornelis skrev också en mindre känd svensk text under titeln "En dag var hela jorden såld" som gavs ut 1985 på albumet "Mannen som älskade träd".
Viktiga versioner av det engelskspråkiga originalet har spelats in av bland andra Pete Seeger, Joan Baez, Peter, Paul and Mary, Mason Proffit, Simon & Garfunkel och Johnny Cash.